# T-35
Der T-35 war ein sowjetischer schwerer Panzer der 1930er Jahre. Der fünftürmige Panzer wurde von 1933 bis 1939 hergestellt.

## Geschichte

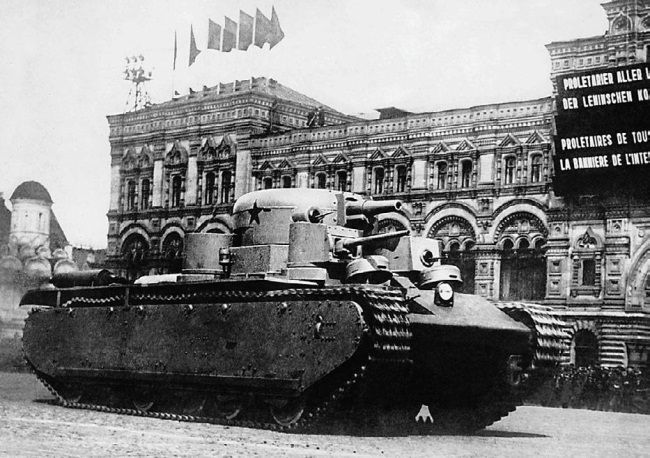
Prototyp T-35-1 am 1. Mai 1933 in Moskau

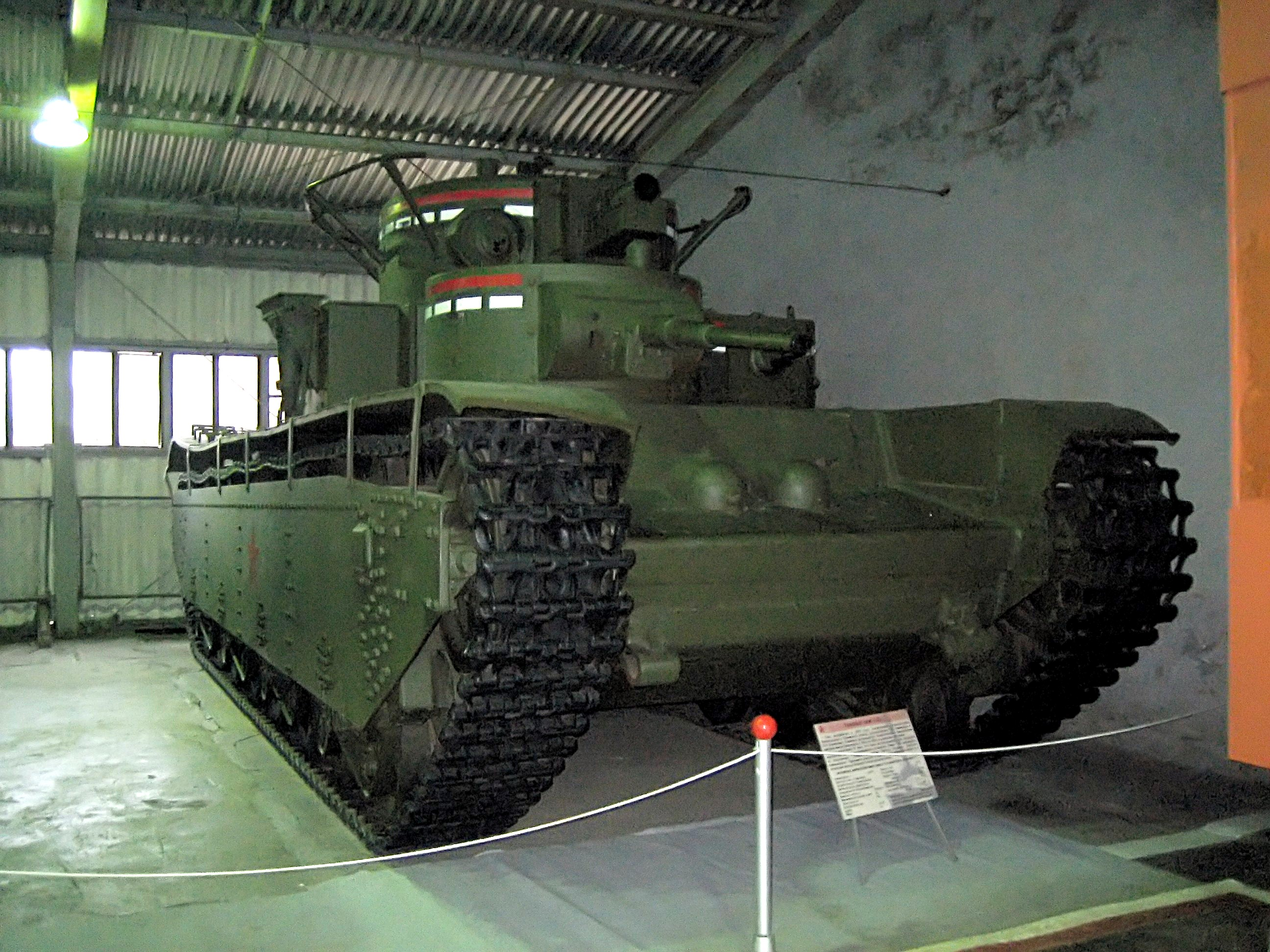
T-35A

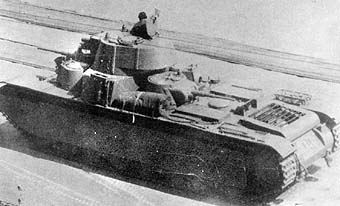
T-35

Der Panzer wurde unter Chefkonstrukteur O. M. Iwanow im Bolschewik-Werk in Leningrad entwickelt. Der erste Prototyp T-35-1 vom Juli 1932 wog 42 t. Seine Bewaffnung bestand aus einer 76,2-mm-Kanone, zwei 37-mm-Kanonen und drei MG. Der Prototyp hatte ein Rollenwagenlaufwerk mit drei Rollenwagen und sechs Laufrollen pro Seite. Der Panzer wurde bis zum Serienanlauf weiter verbessert, u. a. wurde der Hauptturm neu konstruiert bzw. mit dem des T-28 vereinheitlicht und das Laufwerk überarbeitet (zweiter Prototyp T-35-2). Der T-35-1 nahm 1933 an der Maiparade in Moskau, der T-35-2 an der in Leningrad teil.
Die in der Fabrik Nr. 183, dem Charkower Lokomotivwerk „Komintern“, hergestellten Serienpanzer waren mit vier Rollenwagen und acht Laufrollen pro Seite ausgestattet.
Zwischen 1933 und 1939 wurden 61 Panzer in vier Serien hergestellt, die laufend weiter verbessert wurden. Die Türme entsprachen in der Form häufig denen anderer Panzer z. B. des T-37, BT, T-26 und T-28.

## Technische Beschreibung
Der Panzer war als schwerbewaffneter Infanterieunterstützungs- und Durchbruchspanzer konzipiert und deshalb mit einer Haubitze als Hauptbewaffnung versehen worden. Das Mehrturmkonzept erwies sich im Einsatz als wenig erfolgreich und erforderte außerdem eine große Besatzung. Die Wanne war sehr lang und schränkte die Geländegängigkeit ein. Zudem verfügte der T-35 über eine relativ dünne Panzerung, die sich angesichts des bereits sehr hohen Gewichts auch nicht weiter verstärken ließ.

## Technische Daten
| Bezeichnung                | Schwerer Panzer T-35                                             | Schwerer Panzer T-35                                             | Schwerer Panzer T-35                                             | Schwerer Panzer T-35                                             |                         |
| -------------------------- | ---------------------------------------------------------------- | ---------------------------------------------------------------- | ---------------------------------------------------------------- | ---------------------------------------------------------------- | ----------------------- |
| Typ                        | Schwerer Panzer                                                  | Schwerer Panzer                                                  | Schwerer Panzer                                                  | Schwerer Panzer                                                  |                         |
| Modell                     | T-35-1                                                           | T-35A                                                            | T-35 (konische Türme)                                            | T-35 (konische Türme)                                            |                         |
| Baujahr                    | 1932 (Prototyp)                                                  | 1933                                                             | 1938                                                             | 1939                                                             |                         |
| Besatzung                  | 11                                                               | 11                                                               | 11                                                               | 9                                                                |                         |
| Motor                      | Mikulin-Ottomotor M-17T                                          | Mikulin-Ottomotor M-17T                                          | Mikulin-Ottomotor M-17T                                          | Mikulin-Ottomotor M-17T                                          |                         |
| Leistung                   | 500 PS (368 kW)                                                  | 500 PS (368 kW)                                                  | 580 PS (427 kW)                                                  | 580 PS (427 kW)                                                  |                         |
| Fahrwerk                   | Rollenwagenlaufwerk                                              | Rollenwagenlaufwerk                                              | Rollenwagenlaufwerk                                              | Rollenwagenlaufwerk                                              |                         |
| Laufrollen pro Seite       | 6                                                                | 8                                                                | 8                                                                | 8                                                                |                         |
| Länge über alles           | 9720 mm                                                          | 9720 mm                                                          | 9720 mm                                                          | 9720 mm                                                          |                         |
| Breite über alles          | 3200 mm                                                          | 3200 mm                                                          | 3200 mm                                                          | 3200 mm                                                          |                         |
| Höhe über alles            | 3430 mm                                                          | 3430 mm                                                          | 3430 mm                                                          | 3430 mm                                                          |                         |
| Bodenfreiheit              | 530 mm                                                           | 530 mm                                                           | 530 mm                                                           | 530 mm                                                           |                         |
| Watfähigkeit               | 1,2 m ohne, 1,7 m mit Vorbereitung                               | 1,2 m ohne, 1,7 m mit Vorbereitung                               | 1,2 m ohne, 1,7 m mit Vorbereitung                               | 1,2 m ohne, 1,7 m mit Vorbereitung                               |                         |
| Grabenüberschreitfähigkeit | 4 m                                                              | 4 m                                                              | 4 m                                                              | 4 m                                                              |                         |
| Kletterfähigkeit           | 1,2 m                                                            | 1,2 m                                                            | 1,2 m                                                            | 1,2 m                                                            |                         |
| Steigfähigkeit             | 35°                                                              | 35°                                                              | 35°                                                              | 35°                                                              |                         |
| Gefechtsgewicht            | 42 t                                                             | 50 t                                                             | 52 t                                                             | 55 t                                                             |                         |
| Höchstgeschwindigkeit      | 30 km/h                                                          | 30 km/h                                                          | 30 km/h                                                          | 30 km/h                                                          |                         |
| Fahrbereich                | 150–200 km                                                       | 150–200 km                                                       | 150–200 km                                                       | 150–200 km                                                       |                         |
| Hauptkanone                | 1 × 76,2-mm-Kanone PS-3                                          | 1 × 76,2-mm-Kanone LS-3                                          | 1 × 76,2-mm-Kanone LS-3                                          | 1 × 76,2-mm-Kanone LS-3                                          | 1 × 76,2-mm-Kanone LS-3 |
| Sekundärkanone             | 2 × 37-mm-Kanone PS-2                                            | 2×45-mm-Kanone 20K M32                                           | 2×45-mm-Kanone 20K M32                                           | 2×45-mm-Kanone 20K M32                                           |                         |
| MG                         | 3 × 7,62-mm-MG DT                                                | 5 × 7,62-mm-MG DT                                                | 5 × 7,62-mm-MG DT                                                | 5 × 7,62-mm-MG DT                                                |                         |
| Kampfsatz                  | 96 76,2-mm-Granaten, 220 45-mm-Granaten, 10.080 7,62-mm-Patronen | 96 76,2-mm-Granaten, 220 45-mm-Granaten, 10.080 7,62-mm-Patronen | 96 76,2-mm-Granaten, 220 45-mm-Granaten, 10.080 7,62-mm-Patronen | 96 76,2-mm-Granaten, 220 45-mm-Granaten, 10.080 7,62-mm-Patronen |                         |
| Panzerung Bugplatte        | 30 mm                                                            | 40 mm                                                            | 40 mm                                                            | 40 mm                                                            |                         |
| Panzerung Turmstirnwand    | 20 mm                                                            | 20 mm                                                            | 20 mm                                                            | 20 mm                                                            |                         |

## Einsatz

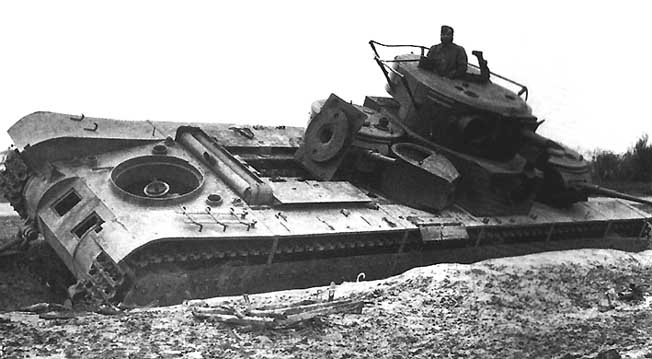
1941 bei Charkow (?)

T-35 waren im 67. und 68. Panzerregiment der 34. Panzerdivision des 8. mechanisierten Korps der Roten Armee bei Lwow stationiert. Als die Wehrmacht am Morgen des 22. Juni 1941 die Sowjetunion überfiel, wurden die Panzer alarmiert, betankt und aufmunitioniert. Beim Gegenangriff des 8. mech. Korps am Morgen des 26. Juni 1941 gingen alle Panzer verloren, die meisten davon aufgrund technischer Defekte. Vermutlich wurden zwei verbliebene T-35 während der Abwehrschlacht im Winter 1941/42 vor Moskau gegen die Wehrmacht eingesetzt.

## Panzerkampfwagen T 35 A 751 (r)
Die deutsche Wehrmacht gab den erbeuteten Fahrzeugen die Bezeichnung (Kennblätter fremden Geräts) Panzerkampfwagen T 35 A 751 (r) oder Panzerkampfwagen T 35 C 752 (r). Dies erfolgte bereits relativ frühzeitig, da dieser Panzertyp durch die Teilnahme an Paraden frühzeitig eine große Bekanntheit erlangt hatte. In den Angriffsoperationen des Jahres 1941 fielen fast alle T-35 in die Hand der Wehrmacht. Wenige wurden durch Kampfhandlungen ausgeschaltet, vielmehr zwang der schnelle deutsche Vorstoß, der die eigene Versorgung abschnitt, und die technische Unzuverlässigkeit viele Besatzungen ihre Fahrzeuge aufzugeben.

Obwohl es in der Wehrmacht sehr üblich war, erbeutete Panzerkampfwagen zum Einsatz zu bringen, wurde hierauf beim T-35 verzichtet. Zu groß dürften die Herausforderungen gewesen sein, diese riesigen Fahrzeuge einsatzbereit zu machen und in die deutschen Verbände einzugliedern.

Ein einzelner T-35 mit der Werksnummer 715-62 wurde im Sommer 1941 zur Heeresversuchsstelle Kummersdorf verbracht. Auf Fotografien ist die dort aufgebrachte Fahrzeugnummer 336 zu erkennen. Das Fahrzeug wurde nach der Begutachtung als Lehr- und Anschauungsobjekt verwendet. Nachdem wohl erkannt worden war, dass dieser Panzertyp an der Front nicht mehr anzutreffen war, wurde das Fahrzeug in ein Außenlager der HVSt Kummersdorf in Stettin-Altdamm verbracht und eingelagert. Am 9. März 1945 wurde von der Heeresgruppe Weichsel angewiesen, eingelagerte Beutepanzer für den Abwehrkampf um Stettin einzusetzen. Der „336“ soll im Raum Zossen bei Berlin als gepanzerter Kampfstand oder Sperre eingesetzt worden sein, wie ein einzelnes Foto mit russischen Soldaten aus dem April 1945 belegt. Im Weiteren soll das Fahrzeug verschrottet worden sein.

## Museale Rezeption
Das einzig erhaltene Exemplar ist das Vorserienmodell des T-35A von 1933/34, welches im Panzermuseum Kubinka ausgestellt ist. Bei dem Exemplar handelt es sich um einen von vier Panzern, die als Trainingsfahrzeuge verwendet wurden. Außerdem ist im selben Museum einer der beiden SU-14-Prototypen ausgestellt, eine auf dem Fahrgestell des T-35 basierende Selbstfahrlafette.
Ein Nachbau nach den Originalplänen wurde am 19. Januar 2016 in Jekaterinburg der Öffentlichkeit vorgestellt.